# Entoliidae
Famille
Les Entoliidae constituent famille mollusques bivalves marins. Elle est connue essentiellement par ses espèces fossiles.
La famille est apparue au début du Carbonifère il y a environ 360 Ma.

## Liste des genres
Selon Paleobiology Database (22 novembre 2016) :
- † Entolium Meek, 1865
- † Entolioides
- † Cingentolium Yamani, 1983
- † Pernopecten Winchell, 1865
- † Scythentolium Allasinaz, 1972
- † Somapecten
- † Syncyclonema Meek, 1864

World Register of Marine Species (22 novembre 2016) y inclut un genre qui existe encore :
- Pectinella Verrill, 1897